# Diario Rombe
Diario Rombe es un diario digital de Guinea Ecuatorial establecido en 2012 por Mocache Massoko. Con sede en España, se le considera uno de los medios de comunicación más fiables de la oposición al gobierno de Teodoro Obiang.
Junto a Facebook, Twitter, y el medio opositor Radio Macuto, Diario Rombe estuvo bloqueado en el país durante las protestas estudiantiles en Guinea Ecuatorial de 2015. También es uno de los medios de comunicación que participó en la publicación de los Pandora Papers en 2021.